# Apple S4
L'Apple S4 è il system-on-a-chip 64-bit progettato da Apple per l'Apple Watch Series 4, è stato descritto come un "System in Package". Il dispositivo è stato annunciato il 12 Settembre del 2018. Apple ha dichiarato che quest'ultimo processore raggiungerà prestazioni del 50% più veloci del precedente S3.

## System in Package
Il dispositivo contiene al suo interno un altimetro barometrico, un cardiofrequenzimetro elettrico e ottico, un accelerometro, un giroscopio, un sensore alla luce ambientale, dotato di GPS, GLONASS e QZSS, il processore W3 e in alcuni modelli LTE o UMTS2. Come memoria flash vengono dedicati 16 gb.